# Durchsichtige Berberitze
Die Durchsichtige Berberitze (Berberis diaphana) ist eine Pflanzenart aus der Gattung der Berberitzen (Berberis) innerhalb der Familie der Berberitzengewächse (Berberidaceae). Sie ist in der chinesischen Provinz Gansu beheimatet.

## Beschreibung

### Vegetative Merkmale
Die Durchsichtige Berberitze ist ein sommergrüner (laubabwerfender) Strauch, der eine Wuchshöhe von bis zu 2 Metern erreichen kann. Die Rinde der Zweige ist gelb. Die Dornen sind dreiteilig und bis 2 Zentimeter lang.
Die oberseits dunkel graugrünen, unterseits helleren, leicht „bereiften“, kurz gestielten, stachelspitzigen Laubblätter sind bis 3,5 Zentimeter lang, verkehrt-eiförmig, an der Basis keilförmig, an der Spitze stumpf bis rundspitzig, deutlich netznervig und stachelig gesägt bis selten ganzrandig. Im Herbst verfärben sich die Laubblätter scharlachrot.

### Generative Merkmale
Die Blütezeit liegt im Mai. Zwei bis fünf Blüten sind in einem doldigen Blütenstand angeordnet. Die gestielten, intensiv gelben und bis zu 1,4 Zentimeter breiten Blüten. Die eiförmigen Beeren mit Griffelresten sind bis zu 1,2 Zentimeter lang, teils „bereift“, rötlich und durchscheinend, woher auch das Artepitheton stammt (das altgriechische Wort diaphanes bedeutet „durchscheinend“).

## Verwendung
Die Durchsichtige Berberitze und ihre Sorten werden selten als Zierstrauch in Gärten und Parks verwendet.